# Nedjeljna Dalmacija
Nedjeljna Dalmacija (odmilja Nedjeljna) je bio hrvatski tjednik iz Splita. Najstariji je hrvatski tjednik.
Izlazio je kao izdanje dnevnih novina Slobodne Dalmacije za vikend, u vrijeme kada dnevne novine u Hrvatskoj nisu izlazile nedjeljom. Stoga je i bila krilatica tih novina štivo za vikend.
Vrhunac popularnosti su imale '80-ih. U Nedjeljnoj su onda bile objavljivane i epizode Velog mista, a današnji tjednik Feral Tribune je svoje početke imao na predzadnjoj stranici Nedjeljne Dalmacije, kao Feral i Felal alko. Stripovni serijal Dubravka Matakovića Prot pictures je također izlazio u Nedjeljnoj.
Nakon gašenja kao samostalnog tjednika, Nedjeljna je izlazila kao podlistak nedjeljnog izdanja u matičnom listu.

## Poznati suradnici
Hrvatski novinari Josip Jović, Miljenko Smoje, Toma Bebić, Dražen Vrdoljak, Joško Čelan, bosanskohercegovački književnik Miljenko Jergović, srpski Aleksandar Tijanić i drugi, ilustrator Ivica Šegvić.

## Vanjske poveznice
- Search-people-finder.info[neaktivna poveznica]